# Conservação e restauro de pintura
A conservação e restauro de pintura é realizada por um conservador-restaurador profissional. As pinturas cobrem uma ampla gama de meios, materiais e suportes. As pinturas podem ser feitas com objetivo estético, decorativo ou funcional e englobam peças em tinta acrílica, afrescos e tinta a óleo em várias superfícies; têmpera de ovo em painéis e tela; pintura em laca; aquarela e muito mais. Conhecer os materiais de cada pintura e seu suporte permite utilizar as práticas mais adequadas de restauração e conservação. Todos os componentes de uma pintura irão reagir ao ambiente de maneira diferente e impactar a obra de arte como um todo. Esses componentes materiais, juntamente com os cuidados com as coleções (também conhecidos como conservação preventiva), irão determinar a possibilidade de existência física de uma pintura.
O restauro de pintura é, tradicionalmente, considerado uma disciplina afim da arte, razão pela qual a figura do restaurador tem sido comparada à do artista. Historicamente, o restaurador intervinha sobre a obra, acrescentando-lhe parte da sua arte, o que em muitas ocasiões levava à modificação de certas qualidades estéticas ou físicas e assim à perda ou modificação do seu significado. Atualmente, o conceito geral de restauro alterou-se de forma significativa. A área do restauro abarca também a conservação e, assim, o trabalho do restaurador já não se limita, unicamente à intervenção direta sobre a obra de arte, mas também ao dever de conhecer, avaliar e atuar sobre todos os parâmetros que contribuem para a preservação da obra. O restaurador pode atuar de diferentes maneiras na prevenção das obras dos bens culturais e obras de arte, seja pela conservação preventiva, conservação curativa e o restauro.

## Cuidados básicos
As pinturas são realizadas com vários tipos de materiais, que vão desde as tintas até a moldura. Cada um desses materiais requer cuidados específicos no manuseio, na exibição, no armazenamento, em medidas de proteção e nas condições do ambiente de guarda. O cuidado adequado é importante, pois ele garante a proteção da condição geral da pintura.

### Painel rígido
Usar boas práticas de proteção, como prender um painel rígido a uma pintura em tela, oferece vários benefícios. Os painéis rígidos reduzem os efeitos das mudanças rápidas na umidade relativa do ar nas bordas da pintura, fornece proteção contra pressão ou contato direto contra a tela e protege contra vibrações causadas pelo manuseio ou movimentação. As placas  também servem para proteger contra poeira e sujeira, rachaduras e deformações decorrentes do manuseio e da presença de insetos. Alguns dos tipos de painéis rígidos mais comuns são o papel-pluma, passe-partout, papel cartão, plástico ondulado, folhas de acrílico, mylar e tecido.

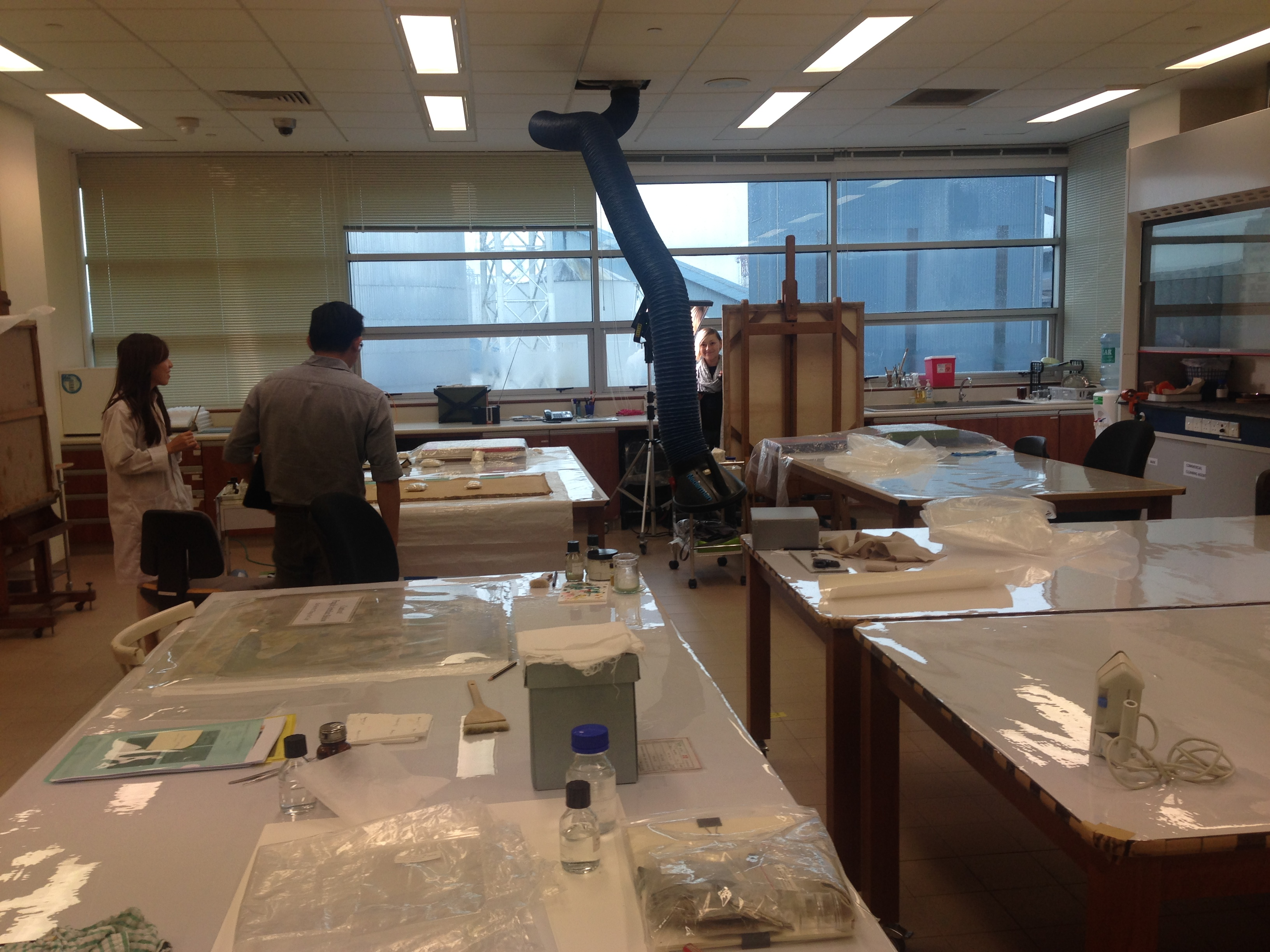
Laboratório de conservação de pinturas, Centro de Conservação do Patrimônio, Singapura.

### Moldura
A moldura em torno da pintura não é um elemento exclusivamente estético. As molduras também servem para proteger as partes mais sensíveis de uma pintura quando manuseadas à mão e reduzem o risco de danos caso a pintura venha a cair.

### Manuseio
A movimentação de uma pintura coloca-a em um risco muito maior de danos do que quando ela está em exibição ou armazenada. Certas técnicas e equipamentos são usados sempre que uma obra de arte precisa ser transportada. Essas técnicas e equipamentos incluem o uso de elevadores acolchoados e carrinhos. Transportar objetos pequenos e frágeis em carrinhos em vez de carregá-los com as mãos diminui o risco de acidentes. Outras recomendações são levantar objetos por baixo, por sua parte mais resistente, e prestar muita atenção e tomar muito cuidado quando estiver em escadas. Em muitos casos, são usadas luvas para proteger a obra de arte de qualquer sujeira ou oleosidade que possa estar nas mãos do conservador-restaurador ou do manipulador do objeto. Ao manusear pinturas em tela especificamente, é importante nunca presumir que a moldura está estável e firmemente fixada.

### Exibição e armazenamento
Estima-se que a falta de manutenção e cuidados de rotina adequados seja responsável por 95% dos tratamentos de conservação em objetos, sendo os 5% restantes resultado do manuseio incorreto. Ao desenvolver métodos de exibição e armazenamento de obras de arte, questões relacionadas à umidade relativa do ar, temperatura, luz, poluentes e pragas precisam ser consideradas. A localização e os tipos de unidades de armazenamento também devem ser analisados. As áreas de armazenamento devem estar distantes de canos e sistemas de aquecimento, bem como de inundação, poeira e sujeira. As unidades de armazenamento devem ser firmes, ajustáveis para caso a coleção cresça e todos os objetos possam sejam armazenados com segurança, feitas de materiais que não causem nenhum dano às pinturas (por exemplo, prateleiras de metal) e não tenham ferragens ou suportes salientes.

## Causas de deterioração

### Umidade e temperatura
Uma umidade relativa (UR) muito baixa ou muito alta, bem como mudanças bruscas de valores podem ser prejudiciais às pinturas. De acordo com o Canadian Conservation Institute, deve-se evitar umidade relativa acima de 75%,  acima ou abaixo de um valor crítico para o objeto em questão, acima de 0% e flutuações de UR. O intervalo de temperatura normalmente aceito em museus é de 18°-21 ° C e de umidade relativa entre 47% e 55%. O melhor método para controlar as característica do ambiente de guarda ou exposição de pinturas é usando um controle de temperatura centralizado ou sistema HVAC onde o ar que entrada é limpo, aquecido ou resfriado, e, em seguida, lançado no espaço de armazenamento. Uma alternativa apropriada é um sistema de controle de clima localizado, onde os condicionadores de ar resfriam o ar e absorvem parte de sua umidade enquanto filtram as partículas grandes. Nesse caso, eles não condicionam o ar, nem filtram os poluentes atmosféricos.

### Luminosidade
Tanto a luz visível quanto a ultravioleta podem causar danos às pinturas. Os materiais orgânicos, como o papel, o tecido, a madeira e o couro, e as superfícies coloridas são as parte da pintura que mais sofrem com a luz. Os corantes e pigmentos usados nas tintas podem descolorir com a exposição à luz ultravioleta, o que afeta o equilíbrio das cores da imagem. Danos causados pela exposição à luz natural e artificial podem ser mitigados exibindo pinturas fora da luz solar direta, usando persianas, cortinas e filtros em janelas próximas do objeto. Também é recomendado a instalação de dimmers e lâmpadas de potência adequadas, além de exibir as pinturas a uma distância segura de um fonte de luz para limitar a exposição ao calor.

### Poluentes

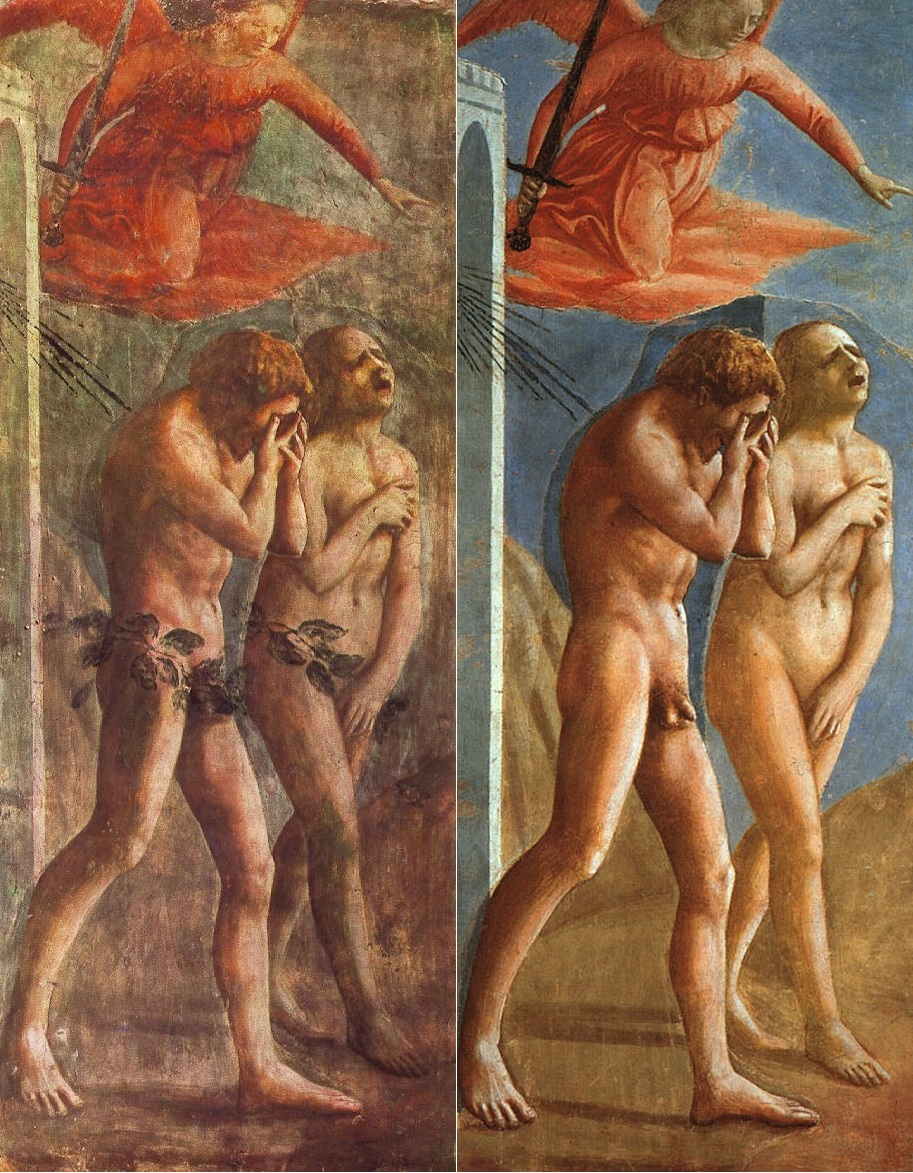
Restauração de um afresco de Masaccio.

Os poluentes podem estar em estado gasoso, aerossol, líquido ou sólido. Eles fazem uma reação química com alguma parte da pintura que altera as suas condições. Existem três tipos de poluentes. Poluentes transportados pelo ar, poluentes transferidos por contato e poluentes intrínsecos a pintura.
Poluentes transportados pelo ar podem ter origem de fontes atmosféricas (ozônio, sulfeto de hidrogênio, dióxido de enxofre, fuligem, sais) ou de produtos emissivos (gases à base de enxofre, ácidos orgânicos, fiapos e pelos). Seus efeitos podem incluir acidificação de papéis, corrosão de metais, descoloração de corantes e eflorescência de objetos à base de cálcio.
Poluentes transferidos por contato incluem plastificantes vindos de materiais com PVC, compostos de enxofre de borracha natural, materiais de coloração de madeira, compostos viscosos de espumas de poliuretano antigas, ácidos graxos de pessoas ou de objetos gordurosos e impregnação de resíduos de agentes de limpeza. Os efeitos desses poluentes podem incluir descoloração ou corrosão da superfície de uma pintura.
Poluentes intrínsecos são compostos do próprio objeto que  são prejudiciais a alguma parte dele. Os efeitos desses poluentes incluem a deterioração do objeto, acidificação, descoloração, manchas, aceleração dos processos de degradação causados por oxigênio, vapor de água ou outros poluentes.

### Pragas
Pragas como roedores e insetos têm grande potencial de causar danos consideráveis às obras de arte. As medidas preventivas que podem ser tomadas para proteger pinturas de pragas incluem a melhoria das estruturas de construção para obstruir a entrada delas, instalação de armários com boa vedação, melhoria no controle de temperatura e umidade em coleções e áreas de armazenamento, retirada periódica de alimentos e outros materiais orgânicos das áreas onde estão as coleções, e tratamento de infestações. Os materiais que são comumente danificados por pragas incluem: fibras naturais, madeira, papel, adesivos de amido e têmpera de ovo.

## Condições ambientais recomendadas e potenciais danos
| Material                            | Níveis recomendados de umidade relativa          | Potenciais riscos | Níveis recomendados de luminosidade | Potenciais riscos                                                                                 | Níveis recomendados de temperatura | Potenciais riscos |
| ----------------------------------- | ------------------------------------------------ | --- | ----------------------------------- | ------------------------------------------------------------------------------------------------- | ---------------------------------- | --- |
| Acrílico                            | 40-60%                                           | A baixa umidade causa empenamento e rachaduras, e a alta umidade causa enrolamento, flacidez e empenamento             | 50 lux no máximo                    | Mudanças permanentes no pigmento, secagem da tinta e surgimento de rachaduras e flocos de tinta   | 18-21 °C                           | As altas temperaturas suavizam a pintura e permitem que a sujeira adira à superfície. Baixas temperaturas fazem com que as pinturas se tornem quebradiças. |
| Tela                                | 50 ± 10%                                         | Acumula poeira facilmente                                                                                              | 200 lux no máximo                   |                                                                                                   | 20 °C                              | Acumula poeira facilmente |
| Cerâmica                            | 50% ± 5%                                         | Suados transparentes ou craquelados (crizzling)                                                                        | 300 lux no máximo                   | Alguns tipos de vidro podem ficar roxos com a solarização                                         | 20 °C                              | Provoca expansão e contração, possivelmente resultando em quebra ou rachadura.                                                                             |
| Têxteis                             | 40-50%                                           | Mofo e bolor, aumento da atividade de insetos                                                                          | 50 lux no máximo                    | As tintas do tecido desbotam e o tecido se torna quebradiço                                       | 13-20 °C                           | Degradação térmica |
| Esmalte                             | 50 ± 10%                                         | Sensível a altas temperaturas                                                                                          | 300 lux no máximo                   | Muita luz cria calor e causa danos                                                                | 20 °C                              | Sensível a altas temperaturas |
| Encáustica                          | 50 ± 5%                                          | Termoplástico ou fragilização                                                                                          | 200 lux no máximo                   | Ter muito ou pouco calor pode causar distorção ou fragilização                                    | 20 °C                              | Termoplástico ou fragilização |
| Vidro                               | 50% ± 5% ou 40-45% for para suados transparentes | Clivagem e descamação da tinta                                                                                         | 300 lux no máximo                   | Geralmente não é sensível à luz, mas a camada de tinta pode ser impactada                         | 20 °C                              | A deterioração química e física pode ser agravada por flutuações de temperatura                                                                            |
| Marfim                              | 35-55%                                           | A alta umidade causa empenamento, rachadura ou ondulações. A baixa umidade faz com que o marfim se torne quebradiço    | 50 lux no máximo                    | Desbotamento nas cores de pigmento                                                                | 18-21 °C                           | Deformações e rachaduras, lascas de tinta |
| Pintura laca                        | 55-60%                                           | Degradação por oxigênio, encolhimento e estresse interno Branqueamento, clareamento e formação de sais                 | 150 lux no máximo                   | Desbotamento e descoloração                                                                       | 20 °C                              | Mudanças na cor da superfície da laca, perda de flexibilidade e dureza                                                                                     |
| Metal                               | 40-50%                                           | Quanto menor a umidade relativa, menor a chance de corrosão, mas a tinta pode se tornar quebradiça                     | 300 lux no máximo                   | O aumento do calor gerado pela luz cria amolecimento da tinta                                     | 20 °C                              | A alta temperatura suaviza a tinta e baixa temperatura deixa a tinta quebradiça.                                                                           |
| Pintura a óleo                      | 40-45% ou 45-45%                                 | Expansão e contração da pintura causam rachaduras e lascas, a madeira e o tecido absorvem umidade e incham ou encolhem | 200 lux no máximo                   | Desbotamento ou escurecimento da pintura                                                          | 18-21°C ou 21-24 °C                | Expansão e contração da pintura |
| Pastel                              | 50 ± 10%                                         | | 50 lux no máximo                    |                                                                                                   | 20 °C                              | |
| Papel                               | 40-50%                                           | Descoloração, distorção plana, enrugamento, ataques microbiológicos, aumento da presença de insetos                    | 50 lux no máximo                    | Descoloração, pigmentos desbotados                                                                | 20-21 °C                           | Quebra da celulose, que diminui a expectativa de vida do papel                                                                                             |
| Pinturas em rolo ou telas dobráveis | 50-60%                                           | Mofo, distorção física e fragilização                                                                                  | 50 lux no máximo                    | Desbotamento das cores, deterioração física da seda e de outros materiais orgânicos               | 18-21 °C                           | Distorção física e fragilização |
| Aquarela e Guache                   | 50 ± 5%                                          | O aglutinante na tinta pode se tornar friável                                                                          | 50 lux no máximo                    | Desbotamento e descoloração da cor                                                                | 20 °C                              | Deterioração do aglutinante |
| Madeira                             | 45-50%                                           | Deformação, rachadura, encolhimento, inchaço                                                                           | 200 lux no máximo                   | Altos níveis de luz podem aumentar a temperatura, causando empenamento, rachaduras e encolhimento | 7 °C                               | Deformação, rachadura, encolhimento, inchaço |

## Conservação preventiva das pinturas

### Pinturas acrílicas
As pinturas a acrílico foram difundidas na década de 1950. Seu material difere da tinta a óleo nas propriedades químicas e físicas. Existem dois tipos de tintas acrílicas, as à base de solvente e as à base de água. As tintas acrílicas à base de solvente são solúveis em álcool mineral e as tintas acrílicas à base de água são solúveis em água. A tinta acrílica tem um tempo de secagem mais rápido do que o da tinta a óleo. A tinta acrílica seca em apenas trinta minutos, pois a secagem se dá pela evaporação da água usada como solvente.
As pinturas acrílicas requerem cuidados preventivos cuidadosos. Devido à natureza macia da tinta ela atrai e retém sujeira e detritos, criando dificuldade durante a limpeza e resultando em escurecimento das cores ao longo do tempo. Devido à característica da tinta acrílica, a aplicação de vernizes diminuem as camadas superiores da tinta e afetam a vitalidade das cores. O armazenamento de pinturas acrílicas deve ser feito em local limpo e livre de poeira e calor - abaixo da temperatura ambiente é melhor, pois isso reduzirá o amolecimento da camada superior da tinta. Porém,  exposição de pinturas acrílicas a temperaturas próximas a zero causa rachaduras prejudiciais. Há de se ter em mente também que a tinta acrílica é altamente suscetível ao crescimento de mofo. Esta é uma preocupação crescente para artistas e conservadores, pois a remoção causa certo grau de danos à pintura original.

### Pinturas fluorescentes
A tinta fluorescente ou luminosa é normalmente composta de corantes fluorescentes misturados à tinta. Esses corantes não são um corante típico, mas sim um pigmento suspenso em um transportador ou resina. Esse pigmento é o que emite brilho quando exposto à luz ultravioleta. Esse brilho ou luz é criado pela energia liberada do pigmento. Enquanto as camadas de tinta fluorescente refletem a luz, a camada de tinta escurece com o tempo e diminui sua fluorescência.

A intensidade das tintas fluorescentes pode diminuir rapidamente, dificultando o cuidado dos conservadores-restauradores. Isso ocorre porque o agente iluminador que é misturado à tinta não é estável. Algumas pinturas fluorescentes só podem ser exibidas no escuro com luz ultravioleta. Esses requisitos podem tornar a escolha de iluminação adequada e espaço de exposição e armazenamento para a conservação preventiva um desafio. Para pinturas fluorescentes que são exibidas em salas escuras com luz ultravioleta, é recomendado ter um sistema de iluminação automático.

### Têmpera à base de ovo
A têmpera feita à base de ovo leva gema de ovo, água e pigmento. Esses ingredientes são misturados para criar uma pasta espessa que seca rapidamente, mas pode levar de seis a doze meses antes de curar completamente. A propriedade de secagem rápida do têmpera dificulta sua correção ou modificação.
As pinturas a têmpera têm muitos dos mesmos problemas de preservação e conservação que outros suportes para pintura. Isso inclui expansão e contração devido a pigmentos instáveis. Nesse caso, o envelhecimento dos suportes e da superfície das pinturas afeta também a camada de tinta. Por exemplo, rachaduras podem se formar em uma superfície de gesso devido à fragilização e ao movimento de seu suporte, tornando-se visíveis na película de tinta. Com o tempo, a têmpera pode desenvolver rachaduras visíveis a olho nu e descamação causada por bolhas de ar. As pinturas a têmpera são consideradas mais resistentes aos materiais normalmente usados na limpeza de pinturas. No entanto, elas são suscetíveis a abrasões oriundas de retira de poeira, lavagem e remoção de camadas de verniz antigas.

### Esmalte
As tintas de esmalte, que não devem ser confundidas com o esmalte vítreo, são tintas à base de nitrocelulose originalmente projetadas para uso comercial, mas também foram usadas em pinturas de artistas como Jackson Pollock e Pablo Picasso. As tintas de esmalte são à base de óleo, látex, alquídico e água. Esta tinta seca rapidamente e tem um acabamento brilhante quando seca.

Como todos os suportes de pintura, o esmalte está sujeito a danos por manuseio inadequado e estresse ambiental. O Mural de Jackson Pollock, por exemplo, foi  movimentado diversas vezes, provavelmente tendo sido enrolado e desenrolado em cada uma delas. Essas manipulações podem ter afetado sua condição. A tinta lascou e o chassi original enfraqueceu, fazendo com que a pintura tivesse uma flacidez perceptível. Outra das pinturas de Jackson Pollock, Echo, sofreu amarelamento na parte superior da tela devido às fortes luzes em exposições de museus.

### Encáustica
A encáustica é um método de pintura que envolve pigmentos secos misturados com cera de abelha quente, aplicados na superfície de um suporte como madeira ou tela. Toda a pintura é então finalizada usando uma fonte de calor para reaquecer a superfície e fundi-la. As pinturas encáusticas não requerem verniz, são resistentes à umidade e não amarelam.
As pinturas encáusticas são consideradas muito duráveis. No entanto, as ceras usadas em tintas encáusticas podem amolecer ou derreter acima de certas temperaturas. Isso pode fazer com que as camadas mais superficiais deslizem ou se soltem e causem danos irreversíveis.

### Afrescos
Afrescos são tipos de pinturas murais em que o pigmento é pintado diretamente em uma superfície de argamassa de cal fresca. Esses tipos de pinturas são suscetíveis a danos por vandalismo, tempo, fatores ambientais e mudanças climáticas. Os afrescos, como a maioria das obras do patrimônio cultural, possuem parâmetros climáticos específicos para preservação. Danos por umidade e água podem causar o desenvolvimento de mofo. O mofo aspergillus versicolor pode crescer em afrescos e causar descoloração do pigmento e descolamento da parede devido ao apodrecimento.

Idealmente, edifícios com afrescos deveriam ser equipados com sistema de ar central com recursos de ajuste de umidade para manter as pinturas em um ambiente fresco e seco com baixa umidade. Afescos são normalmente encontrados em igrejas antigas e outras estruturas arquitetônicas antigas, como templos e tumbas. Contudo, esses tipos de estruturas podem não suportar equipamentos que permitam o controle da temperatura e umidade do ambiente.

### Laca
Há uma variedade de lacas que têm sido, e continuam a ser utilizadas, tais como Urushi (laca natural), Guangqi (processada), nitrocelulose, lacas com resinas acrílicas, e as lacas à base de água. Contudo, a laca mais conhecida é a Urushi. Esta tinta de laca é feita de laca bruta ou seiva retirada de árvores. Em seguida, é aquecida, filtrado e aplicada em camadas finas em suportes como madeira ou metal. A laca é deixada para curar antes de ser polida e outra camada é adicionada. O número de camadas pode variar, e cada uma pode ser deixada em seu estado natural transparente ou colorida com pigmentos para criar uma pintura de laca.
Embora a laca seja um material duro, para prevenir danos e perdas o ideal é manter condições ambientais adequadas. A laca é suscetível a rachaduras e juntas soltas devido às oscilações de temperatura e umidade relativa. A exposição prolongada à luz também pode fazer com que a laca perca sua durabilidade. A superexposição também pode causar descoloração e perda de brilho. Evitar a exposição à luz do dia não filtrada e lâmpadas fluorescentes pode ajudar a prevenir esse tipo de dano. As temperaturas devem ser mantidas a mais baixa e estável possível para evitar mudanças na umidade relativa que podem causar condensação. A condensação pode causar encolhimento e inchaço na madeira onde o verniz é aplicado.

### Pinturas a óleo
A tinta a óleo é um suporte composto de pigmentos e um agente aglutinante de óleo secante. Vários outros ingredientes podem ser misturados para condicionar a tinta de várias maneiras e modificar suas propriedades e o tempo de secagem.  As pinturas a óleo são pintadas em vários tipos de superfície. Óleo sobre tela e óleo sobre metal são apenas alguns exemplos de pinturas a óleo em várias superfícies. As pinturas a óleo são suscetíveis a danos por vandalismo, tempo, manuseio impróprio, fatores ambientais e mudanças de temperatura.
Elas também são suscetíveis a danos em condições de baixa umidade relativa e as flutuações de temperatura podem criar tensões nas camadas de tinta.

O cuidado preventivo com pinturas a óleo é essencial para a sua preservação. A luz excessiva combinada ao calor pode causar o desbotamento dos pigmentos. O armazenamento adequado com controles de temperatura e iluminação são importantes, especialmente dependendo da estrutura do suporte. O chassi de madeira atrás de uma pintura a óleo sobre tela irá expandir e contrair com a umidade, causando possível deformação da tela e rachaduras, descamação ou quebra da tinta. As pinturas devem ser armazenadas longe do solo em caso de inundação. Danos por umidade e água podem causar o desenvolvimento de mofo junto com vários outros problemas, dependendo dos materiais envolvidos: podridão (materiais naturais), ferrugem (em metais), empenamento (de suportes de madeira), etc.

### Pastéis
Existem dois tipos de pastéis, aqueles que são feitos de partículas de pigmento unidas por um agente de ligação e os chamados pastéis oleosos, que possuem pigmentos misturados com cera e óleo não secante. Os pastéis, que são partículas de pigmento unidas, adquirem uma caracterização pulverulenta mais solta e calcária, e são fixados em seus suportes com fixador ou resina diluída em solução. Os pastéis oleosos não secam totalmente e são sensíveis a arranhões, poeira e sujeira.

De forma geral, as obras de arte em papel devem ser armazenadas em um ambiente fresco e relativamente seco, com o mínimo de exposição à luz possível. As obras de arte em pastel devem ser emolduradas. O enquadramento deve ser feito sob uma película de acrílico com filtragem ultravioleta. Usar um esmalte sobre a superfície do pastel a óleo pode ajudar a protegê-lo contra danos. Tempo de exposição limitado e baixa intensidade de luz são recomendados para limitar a exposição à luz, que, pode causar desbotamento do pigmento e descoloração do papel.

### Aquarela e guache
As pinturas em aquarela  e guache são realizada com pigmentos misturados em gomas solúveis em água, que são aplicadas sobre papel ou cartão rígido. Devido às suas finas camadas de água e cores claras, as pinturas em aquarela são muito sensíveis à luz. Além disso, devido ao seu suporte exposto, elas são vulneráveis a danos causados por sujeira, poeira e poluentes.
Danos a pinturas em aquarela e guache podem ser evitados e mitigados mantendo a temperatura e a umidade relativa dentro de faixas aceitáveis e em condições de pouca luz. Tal como acontece com pinturas em pastel, pinturas em aquarela e guache devem ser emolduradas. Os danos que podem ocorrer são manchas marrons desfigurantes de crescimento de mofo, papel ficando marrom e quebradiço por causa do suporte de papelão, manchas amarelas causadas por fitas adesivas e enrugamento e ondulações.

### Pinturas em rolo e em telas dobráveis
As pinturas em rolo, suspensas e à mão, e as pinturas em telas dobráveis são feitas de tinta, cor, pigmento, seda e papel. As pinturas em rolo geralmente são feitas com várias camadas de papel e seda presas a barras de madeira chamadas de pauta e tarugo. As telas geralmente são painéis únicos unidos por dobradiças de papel que se fecham umas nas outras como um acordeão.
Pinturas em rolas e em em telas dobráveis são vulneráveis a danos causados por flutuações de temperatura e umidade. A exposição à luz por longos períodos de tempo pode causar o desbotamento da seda e dos pigmentos e o escurecimento do papel. Esmaltes e filmes que filtram a luz ultravioleta podem ajudar a prevenir danos da radiação ultravioleta. Vincos e abrasões também podem se formar em pinturas em devido a movimentos repetitivos de rolar para abrir e fechar a pintura, apertando o rolo ou amarrando a corda com muita força. As telas dobráveis podem ficar distorcidas devido à tensão desigual entre os painéis frontal e traseiro.

## Conservação curativa e restauro das pinturas
Consiste numa ação direta efetuada sobre o objeto em tratamento, com a intenção de atrasar ou resolver definitivamente qualquer tipo de deterioração sofrida. A intervenção dá-se somente a nível do suporte e não da capa pictórica. Consiste na ação direta sobre a capa pictórica, com a intenção de facilitar e devolver a sua compreensão e significado histórico, com o maior respeito possível pela sua estética, história e integridade física. A intervenção sobre uma lacuna (perda de policromia da capa pictórica) é considerada restauro.

### Pinturas acrílicas
O cuidado preventivo parece ser o melhor método de conservação.de pinturas No entanto, existem riscos de inchaço, extração e alterações de brilho associados aos tratamentos de limpeza de superfície. Sistemas de limpeza úmida estão sendo desenvolvidos para ajudar a minimizar os riscos associados à limpeza de pinturas realizadas com tintas acrílicas.

### Pinturas fluorescentes
A idade dos pigmentos fluorescentes deve ser determinada a fim de desenvolver um uso de pigmento compatível para retoques. Uma pintura pode perder seu efeito sob a luz ultravioleta se os retoques e preenchimentos não forem semelhantes, muito claros ou muito escuros.

### Têmpera à base de ovo
A superfície da tinta de muitas pinturas a têmpera tornaram-se desgastadas, muito provavelmente por causa da limpeza e da retirada de poeira rotineiras. Não está claro como as pinturas a têmpera antigas foram originalmente envernizadas. Esse é um dado difícil de ser conseguido devido à necessidade de métodos de análise sensíveis, que não danifiquem a pintura existente. As pinturas a têmpera modernas quase sempre não têm verniz e são mais sujeitas a ataques de mofo.

### Esmalte
Os tratamentos de conservação variam entre aderir um forro no verso da tela com cera-resina, substituir o chassi original da pintura e envernizá-la. Em Echo de Jackson Pollock, solventes foram usados para remover uma fina camada da tela para uniformizar a coloração da obra.

### Encáustica
A limpeza da superfície de pinturas encáusticas normalmente pode ser feita com água destilada e cotonetes. Para limpezas mais difíceis, são feitas soluções à base de cera de abelha e tetracloreto de carbono. Um dos maiores desafios no tratamento de pinturas encáusticas é identificar as diferentes ceras usadas para determinar os tratamentos mais adequados. A fotografia infravermelha e a cromotografia a gás podem ser usadas para identificar os vários tipos de ceras.

### Afrescos
Os afrescos podem ser reparados por métodos de separação de suas seções. Reparos da superfície deafrescos podem ser menos invasivos. Os conservadores-restauradores podem consertar rachaduras e pequenos descolamentos de afrescos com injeções de resina epóxi contendo sílica micronizada e massa de cal, por exemplo.

#### Restauração da Capela Sistina
No último quartel do século XX, as obras empreendidas no teto da Capela Sistina, no intuito de recuperar o brilho original do tempo de Michelangelo, foram motivo de inúmeras controvérsias. Restaurações vinham sendo feitas ao longos dos anos. O projeto mais audacioso, entretanto, foi o empreendido sob supervisão do restaurador Gianluigi Colalucci, iniciado em 1979 com a limpeza da parede do altar: o Juízo Final, de Michelangelo. Durante este período, a capela esteve fechada ao público que visita o Museu do Vaticano - cerca de 3 milhões de pessoas por ano - só voltando a ser reaberta em 8 de Abril de 1994.

### Laca
Os tratamentos para pinturas a laca podem incluir consolidação e reparos antes ou depois da limpeza. A consolidação pode ser usada para reparar buracos e descamação.

### Pinturas a óleo
Os métodos de tratamento de pinturas a óleo podem incluir a junção dos painéis de madeira divididos, o remendo de tecidos rasgados ou o levantamento de flocos de tinta. Também é possível limpar verniz velho e amarelado, e dar nova cara à pintura.

### Pastéis
A conservação preventiva é fundamental para as pinturas em pastel. Alguns danos às obras de arte feitas em papel são irreversíveis, mas existem alguns métodos de restauração que podem ser usados para tratar danos, como tensão estrutural no papel criada a partir de tratamentos de restauração anteriores. Isso pode incluir a remoção do  secundário e a colocação de um novo suporte ou mesmo um suporte de papelão interno.

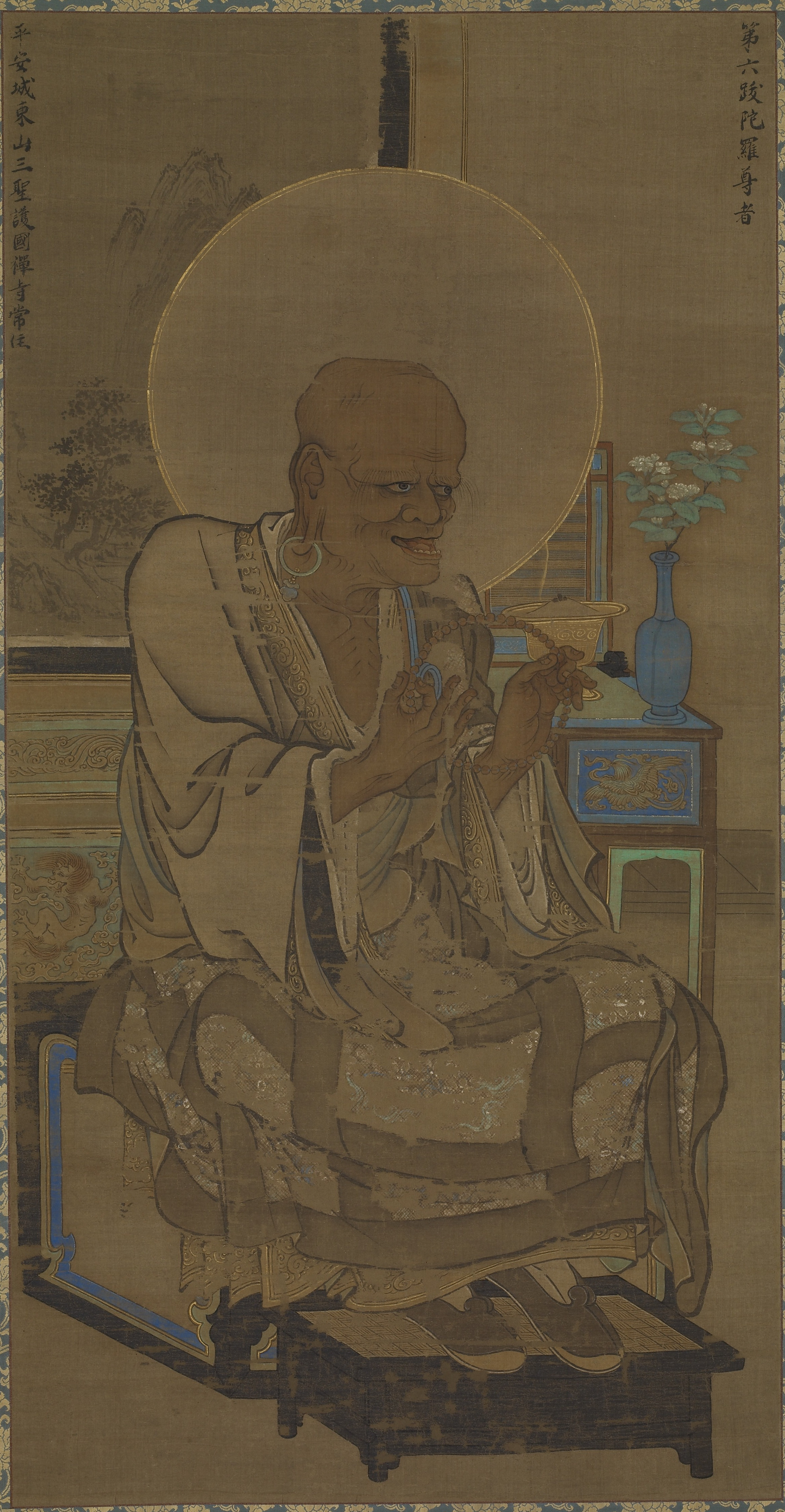
Pintura Arhat Japonesa

### Aquarela e guache
Alguns tratamentos para pinturas em aquarela podem incluir lavagem para remover a descoloração de montagens ácidas, fitas e adesivos. As manchas desses produtos também podem ser tratadas com solventes. Rasgos e perdas podem ser reparados com produtos como pasta de amido de trigo ou metilcelulose, e papel enfraquecido pode ser reforçado com a colocação de um forro.

### Pinturas em rolo e em telas dobráveis
Os tratamentos de conservação em pinturas feitas em rolo ou telas dobráveis requerem pesquisas significativas, pois as variações na técnica e nos materiais entre as pinturas asiáticas em rolo ou em telas dobráveis são significativas. Em geral, alguns tipos de tratamento de conservação que podem ser realizados em pinturas em rolo ou em telas dobráveis incluem remontagem, consolidação de manchas, remoção de fundos antigos e pintura interna e retoque. Os materiais de pintura e retoque para rolo ou telas dobráveis não são reversíveis. A pintura interna e os retoques devem ser feitos apenas em perdas ou preenchimentos. As áreas pintadas podem escurecer devido a perdas que apresentem uma grande concentração de gelatina ou alúmen animal para a pintura interna.

## Conservação preventiva dos suportes
O material que compõe o suporte para a realização das pinturas pode ter um grande impacto na deterioração geral de uma obra de arte, mas também pode determinar o melhor método de manuseio, armazenamento e exibição de um objeto.

### Estruturas arquitetônicas
Estruturas arquitetônicas, como paredes e tetos, são suportes típicos para afrescos e pinturas em estilo mural. Preservar a camada de tinta e seu suporte é fundamental. A manutenção regular do edifício e de sua estrutura é necessária para proteger as pinturas murais. O monitoramento das condições ambientais, a limitação do acesso de visitantes e o fechamento temporário do acesso público podem ser usados para ajudar a preservar as pinturas. Os tratamentos de conservação podem assumir a forma de reconstrução com materiais e técnicas tradicionais e coberturas completas ou parciais do suporte com camadas de proteção.

### Tela
A tela, normalmente feita de linho, cânhamo, juta, serapilheira e algodão, costuma ser esticada em uma moldura de madeira chamada chassi. A tela também pode ser esticada em painéis rígidos. Como acontece com todas as partes de uma pintura, a deterioração é inevitável. Usava-se refazer todo o forro a tela para dar-lhe mais estabilidade a sua estrutura, porém descobriu-se que essa medida causava mais prejuízos do que benefícios. Ao invés disso, atualmente usa-se pedaços de linho em faixas grossas. O forro em faixa tem o objetivo de reforçar a aderência que enfraqueceu. Rasgos na tela são reparados com adesivo ou costura.

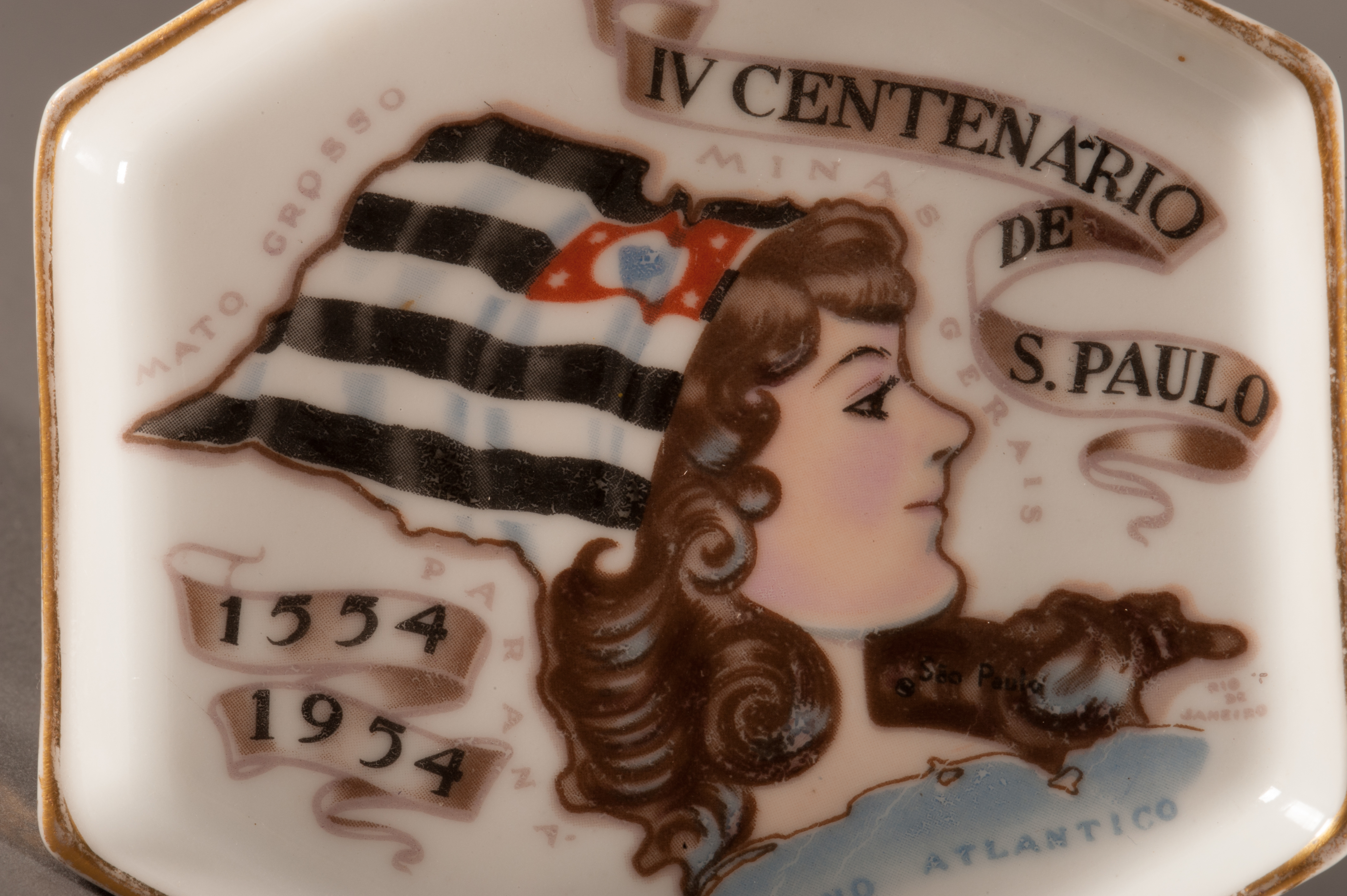
Prato decorativo em porcelana. Objeto integra o acervo do Museu Paulista da USP.

### Cerâmica
As cerâmicas possuem muita variação em sua construção, estilo e uso. Existem três tipos básicos de objetos de cerâmica: faiança, grés e porcelana. Cada um desses tipos de objetos são queimados em temperaturas diferentes e possuem cores diferentes.
Os materiais usados nas cerâmicas costumam ser a argila misturada com areia, concha, giz, mica e cerâmica moída, a depender do tipo de cerâmica. A superfície desses objetos de cerâmica é acabada com esmalte vítreo e queimada de várias maneiras. Decorações com ouro, tinta ou esmalte são aplicadas sobre a vitrificação. Essas decorações são suscetíveis a abrasões ou danos químicos decorrentes da limpeza e manuseio. Um objeto de cerâmica também é vulnerável a craquelar devido a flutuações de umidade relativa e temperatura.

### Têxteis
Os suportes têxteis são normalmente feitos de fibras naturais, como lã, seda, algodão, linho e cânhamo. No entanto, alguns têxteis foram desenvolvidos com fibras naturais modificadas, como o Rayon. Os têxteis podem constituir muitos objetos diferentes, desde almofadas a vestidos, que possuem vários graus e tipos de degradação. A luz normalmente faz com que os corantes desbotem, e algumas fibras, como a seda, são mais sensíveis aos danos físicos causados pela luminosidade. Por isso, é recomendado que haja muito pouca luz em ambientes com têxteis. Mofo e bolor causados por altos níveis de umidade e armazenamento inadequado podem causar danos irreversíveis. Os danos podem ser mitigados com níveis adequados de umidade relativa e armazenamento de tecidos em papel sem ácido ou algodão limpo. Os têxteis são especialmente vulneráveis a ataques de pragas como traça-da-lã e traças.

### Vidro
Pinturas em vidro são particularmente desafiadoras para conservação porque, primeiramente, a sua natureza é frágil  e, em segundo lugar, a superfície lisa do vidro torna difícil a aderência da tinta aderir à superfície. Objetos de vidro não estão sujeitos à mesma vulnerabilidade das condições ambientais que outros tipos de pinturas, mas são mais suscetíveis a danos por manuseio e métodos de limpeza inadequados.

### Marfim
As pinturas em marfim são geralmente pequenas, e as tintas mais usadas são a aquarela, têmpera e guache, aplicadas diretamente em sua superfície. O marfim é geralmente fino, de aparência translúcida e normalmente preso a um suporte secundário feito de papel ou cartão. Miniaturas desses designs eram frequentemente seladas em medalhões ou caixas de metal. A tinta na superfície do marfim é muito delicada e pode ser facilmente removida. Pequenas quantidades de água vindas da respiração, da condensação ou de resíduos de limpeza podem afetar a imagem. O marfim também é muito sensível às mudanças ambientais. Os suportes de marfim podem ser suscetíveis a deformações e rachaduras devido à flutuações nas taxas de umidade relativa.

### Metal
Vários tipos de painéis de metal têm sido usados como suporte para pinturas, tais como os feitos com prata, folha de estanho, ferro com estanho em ambos os lados, cobre ou cobre revestido com prata, estanho, chumbo ou zinco. A tinta esmalte tem sido usada em cobre, mas normalmente a tinta a óleo é usada em suportes de metal. A umidade relativa do ambiente não altera o metal expandindo-o e contraindo-o, no entanto, o metal pode corroer com o tempo, manchando a tinta ou criando erupções e lascas nela. Ele também é suscetível à deterioração física, como amassados, rasgos e arranhões.

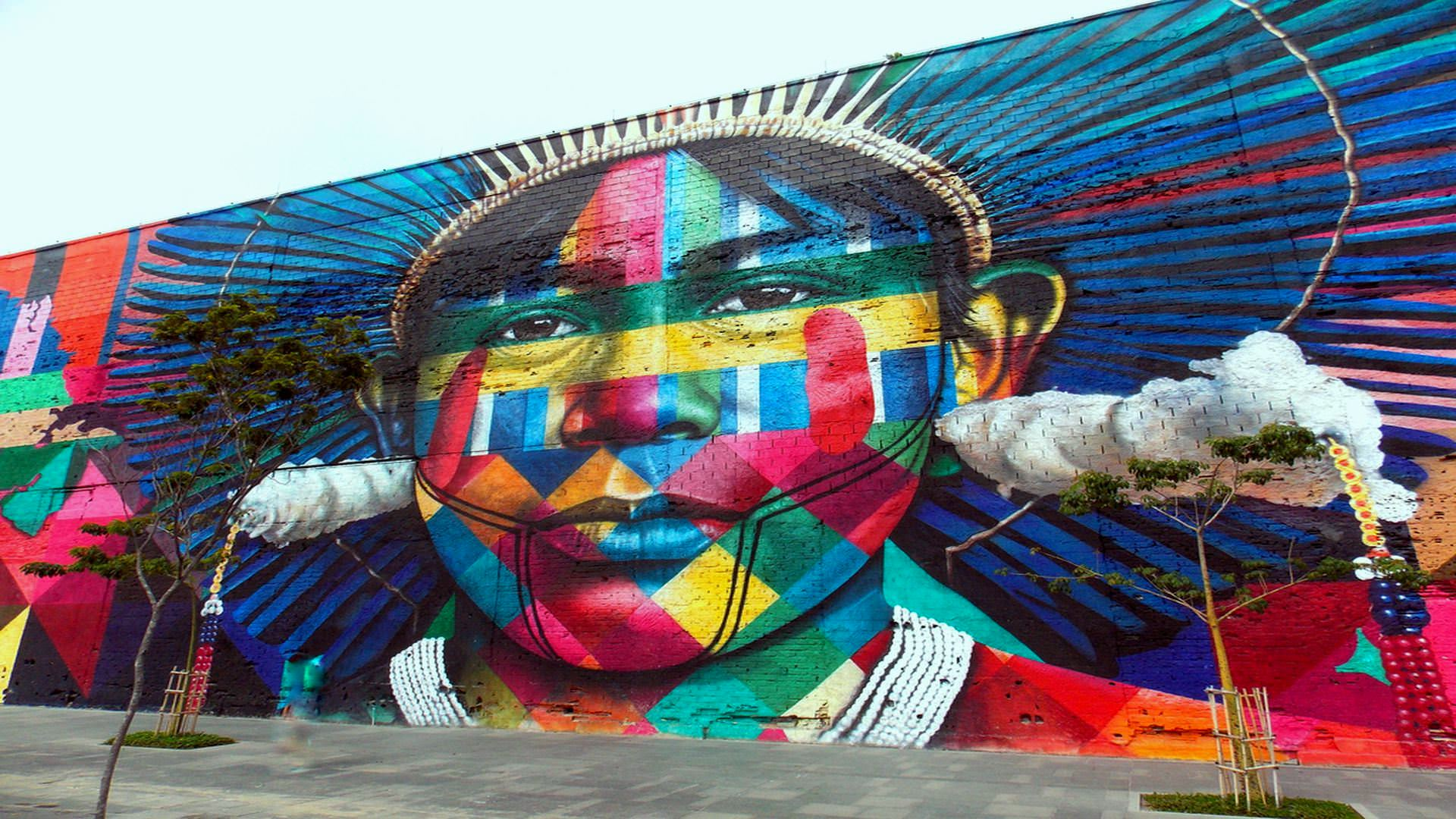
Detalhe do mural de Eduardo Kobra realizado no Porto Maravilha, Rio de Janeiro.

### Murais ao ar livre
Os murais ao ar livre são normalmente pintados em materiais cimentícios. Como as pinturas estão localizadas na área externa, elas estão sujeitas a severas condições ambientais. Alguns dos danos a que os murais são vulneráveis são pichações, rachaduras, mudanças de cor e desbotamento devido à radiação ultravioleta. Pesquisas estão sendo conduzidas para determinar a reversibilidade e os revestimentos de barreira UV.

### Papel
As obras de arte em papel variam de pinturas em aquarela, gravuras, pôsteres e desenhos, que usam vários meios como o carvão, os pastéis e as tintas coloridas. Devido às fibras em sua construção, o papel é vulnerável a vários tipos de danos. Ele é facilmente rasgado, amassado ou manchado durante o manuseio. Quando exposto à luz, as cores desbotam e o próprio papel também pode descolorir. Obras de arte como aquarelas e gravuras japonesas são especialmente vulneráveis ao desbotamento. A umidade relativa do ar alta pode fazer com que o papel inche, fazendo-o parecer ondulado ou enrugado e quando exposto a longos períodos de alta umidade, pode ocorrer a formação de mofo.

### Madeira
Os suportes de madeira, dependendo do tipo de objeto para o qual são usados, são feitos de madeiras duras e macias. O choupo, a faia, o abeto, o pinho, a castanheira, a cerejeira, o mogno e o cipreste são alguns dos tipos de madeira que os artistas usam. Os suportes em madeira são suscetíveis a vários tipos de deterioração, o que inclui infestação de insetos, empenamento e rachaduras, causados por flutuações na umidade ou na temperatura,  e danos estruturais. Reforços cruzados de madeira eram antigamente usados no reverso da obra para corrigir o empenamento do suporte. No entanto, tornou-se amplamente conhecido que os reforços podem ser prejudiciais à pintura e às camadas de produtos na superfície. Os conservadores-restauradores atualmente preferem  preservar o que resta do suporte original em madeira, em vez de fazer correções a ele como os reforços cruzados.

## Problemas na combinação de materiais
| Combinação de Materiais | Questões de Conservação                                           |
| ----------------------- | ----------------------------------------------------------------- |
| madeira / tinta         | a madeira se expande e contrai, lascas de tinta                   |
| metal / tinta           | metal corrói, lascas de tinta                                     |
| metal / gesso           | materiais alcalinos corroem metais                                |
| madeira / papel         | o papel se torna quebradiço, manchado, escuro, queimado com ácido |
| madeira / madeira       | mudanças devido à expansão e contração, estresse, quebras         |